# 哈勒巴士
哈勒·巴士（？—？），明代军事人物，明太祖朱元璋的畏兀兒將領。

## 苗族叛亂
哈勒·巴士是來自吐魯番的畏兀兒人，於明初鎮壓湖南苗族叛亂有功，被賜姓翦，他和他的畏兀兒軍隊從此世居湖南，成為湖南常德桃源县維吾爾人始祖。